# Baška (district de Frýdek-Místek)
Pour les articles homonymes, voir Baška.
Baška (en allemand : Baschka) est une commune du district de Frýdek-Místek, dans la région de Moravie-Silésie, en République tchèque. Sa population s'élevait à 3 932 habitants en 2021.

## Géographie
Baška se trouve à 5 km au sud du centre de Frýdek-Místek, à 22 km au sud-est d'Ostrava et à 287 km à l'est de Prague.
La commune est limitée par Frýdek-Místek et Staré Město au nord, par Frýdek-Místek et Janovice à l'est, par Pržno et Metylovice au sud et par Palkovice à l'ouest.

## Histoire
La première mention du village, nommé Bassky, remonte à 1434. La commune de Baška a été créée en 1960 par la fusion des trois villages de Baška, Hodoňovice et Kunčičky u Bašky.